# El Coyolito
El Coyolito är en ort i Mexiko.   Den ligger i kommunen Chicontepec och delstaten Veracruz, i den sydöstra delen av landet, 210 km nordost om huvudstaden Mexico City. El Coyolito ligger 141 meter över havet och antalet invånare är 119.
Terrängen runt El Coyolito är platt åt nordväst, men åt sydost är den kuperad. Runt El Coyolito är det ganska tätbefolkat, med 65 invånare per kvadratkilometer. Närmaste större samhälle är Chicontepec de Tejada, 19,0 km väster om El Coyolito. Trakten runt El Coyolito består till största delen av jordbruksmark.